# Аль-Бадави, Джамаль Мухаммад
Джама́ль Ахма́д Муха́ммад Али́ аль-Бадави́ (араб. جمال محمد البدوي‎; 22 июля 1960/23 октября 1960/1963/1969 — 1 января 2019, Йемен) — йеменский террорист, причастный к организации теракта на американском эсминце USS Cole в порту йеменского города Аден 12 октября 2000 года, когда погибло 17 американских моряков.

## Биография
Дважды бежал из йеменской тюрьмы, один раз когда его смертный приговор уже был оглашён. До гибели аль-Бадави находился в списке десяти самых разыскиваемых террористов мира (по версии ФБР США). Награда за сведения, ведущие к его аресту составляла до 5 миллионов долларов.
Первый свой побег аль-Бадави совершил в апреле 2003 года, убежал он тогда вместе с другими 9 арестантами. Но был задержан снова в марте 2004 года. 3 февраля 2006 года, вместе с 23 заключёнными, бежал опять. С тех пор аль-Бадави находился в международном розыске.
1 января 2019 года погиб в Йемене во время авиаудара. Убит в автомобиле, в котором он был один, побочный ущерб нанесён не был.